# 小西和

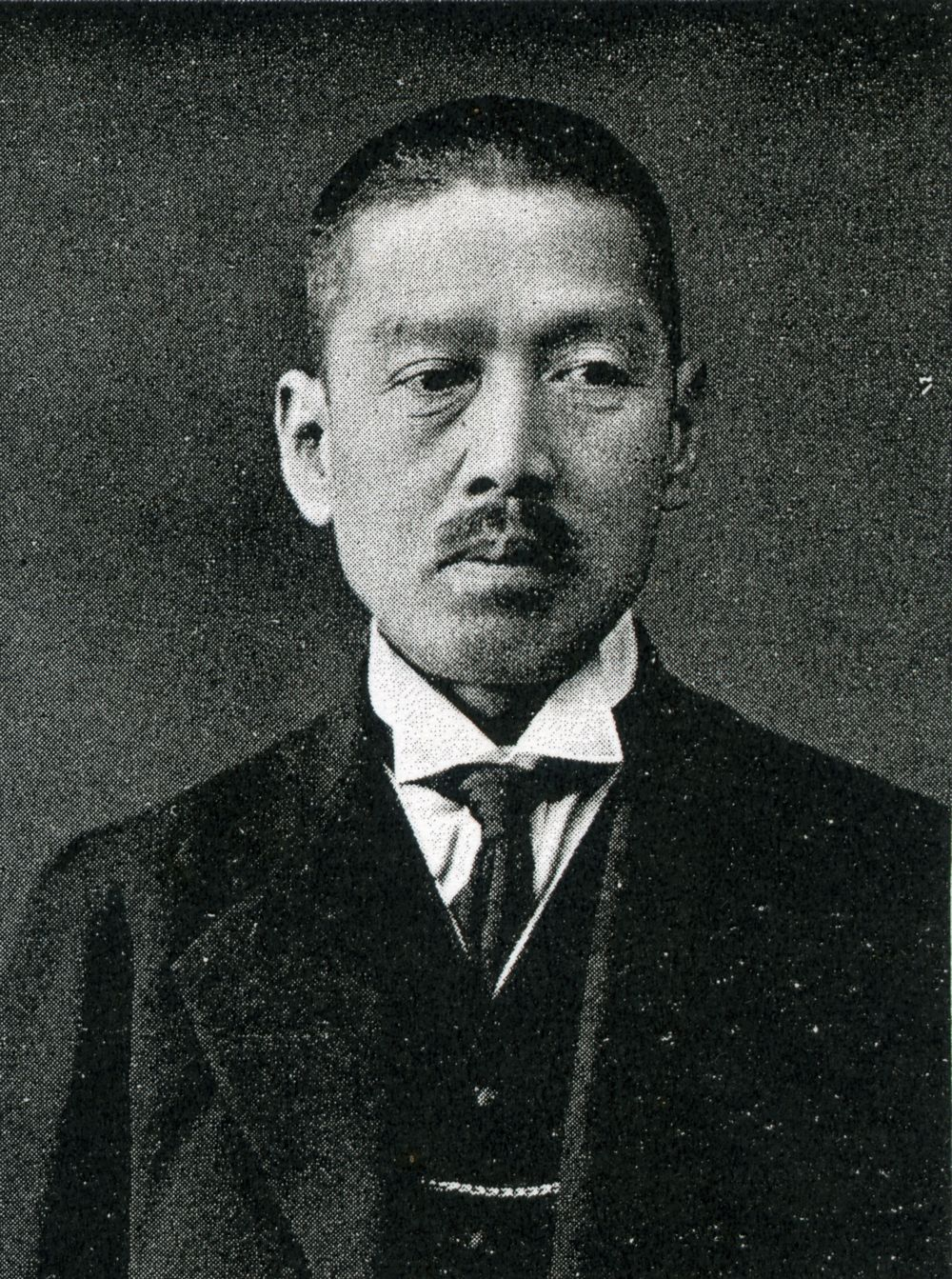
小西和

小西 和（こにし かなう、1873年〈明治6年〉4月26日 - 1947年〈昭和22年〉11月30日）は、日本の衆議院議員（立憲国民党→中正会→憲政会→立憲民政党）、実業家。

## 経歴
名東県寒川郡長尾名村（現在の香川県さぬき市長尾名）出身。札幌農学校で植物学を専攻した。東京朝日新聞に入社して、博物方面の記事を担当し、『日本の高山植物』（二松堂、1906年）を著した。また日本海洋会の理事となり、『瀬戸内海論』（文会堂、1911年）を著した。
実業方面では、南満州製糖株式会社・亜細亜煙草株式会社・中国葉煙草株式会社・東亜拓殖興業株式会社の取締役を歴任した。
1912年（明治45年）の第11回衆議院議員総選挙に出馬し、当選。以後、7回の当選回数を数えた。